# FK Unirea Uzdin
FK Unirea Uzdin  (Unirea; rumunjski CF Unirea Uzdin) je nogometni klub iz Uzdina, općina Kovačica, Južnobanatski okrug, Vojvodina, Republika Srbija. 
 
U sezoni 2017./18. klub se natječe u Drugoj južnobanatskoj ligi "Zapad" – skupina "Sjever", ligi šestog stupnja nogometnog prvenstva Srbije.

## O klubu
Unirea je osnovana 1926. godine, nakon što su srednjoškolci iz Uzdina došli doma na ljetne praznike, te u mjesto donijeli lopte i žuto-plave prugaste dresove. Prve dvije godine je klub djelovao samo preko ljeta, a kasnije je postao i službeno registriran. FK Unirea je prvo registrirano športsko društvo Rumunja u Vojvodini. 
 
Od najznačajnijih uspjeha se može istaknuti igranje u Vojvođanskoj ligi u sezoni 1965./66.

## Pregled po sezonama
| sezona    | rang lige | liga                                              | poz.   | klubova u ligi | ut     | pob    | ner    | por    | gol+   | gol-   | bod     | napomene | izvori |
| Unirea    | Unirea    | Unirea                                            | Unirea | Unirea         | Unirea | Unirea | Unirea | Unirea | Unirea | Unirea | Unirea  | Unirea   | Unirea |
| --------- | --------- | ------------------------------------------------- | ------ | -------------- | ------ | ------ | ------ | ------ | ------ | ------ | ------- | -------- | ------ |
| 2008./09. | VI.       | Druga PFL Pančevo – Zapad                         | 3.     | 17             | 32     | 20     | 1      | 11     | 78     | 66     | 61      |          | [ 1 ]  |
| 2009./10. | VI.       | Druga PFL Pančevo – Zapad                         | 13.    | 16             | 30     | 7      | 7      | 16     | 47     | 82     | 27 (-1) |          | [ 2 ]  |
| 2010./11. | VI.       | Druga Južnobanatska liga – Zapad                  | 8.     | 16 (17)        | 30     | 16     | 3      | 11     | 92     | 61     | 49 (-2) |          | [ 3 ]  |
| 2011./12. | VI.       | Druga Južnobanatska liga – Zapad                  | 9.     | 15 (16)        | 28     | 10     | 5      | 13     | 56     | 60     | 35      |          | [ 4 ]  |
| 2012./13. | VI.       | Druga Južnobanatska liga – Zapad                  | 7.     | 17 (18)        | 32     | 15     | 7      | 10     | 75     | 63     | 51 (-1) |          | [ 5 ]  |
| 2013./14. | VI.       | Druga Južnobanatska liga – Zapad-sjever           | 4.     | 8              | 21     | 9      | 6      | 6      | 38     | 26     | 33      |          | [ 6 ]  |
| 2014./15. | VI.       | Druga Južnobanatska liga – Zapad – skupina Sjever | 6.     | 7              | 18     | 4      | 2      | 12     | 21     | 36     | 13 (-1) |          | [ 7 ]  |
| 2015./16. | VI.       | Druga Južnobanatska liga – Zapad – skupina Sjever | 5.     | 9              | 16     | 9      | 2      | 5      | 41     | 17     | 29      |          | [ 8 ]  |
| 2016./17. | VI.       | Druga Južnobanatska liga – Zapad – skupina Sjever | 6.     | 9              | 16     | 6      | 3      | 7      | 26     | 22     | 21      |          | [ 9 ]  |
| 2017./18. | VI.       | Druga Južnobanatska liga – Zapad – skupina Sjever | 7.     | 10             | 18     | 6      | 2      | 10     | 27     | 39     | 20      |          | [ 10 ] |

## Poveznice
- Rumunji u Vojvodini
- CF Unirea, facebook stranica
- srbijasport.net, FK Unirea Uzdin, profil kluba
- srbijasport.net, FK Unirea Uzdin, rezultati po sezonama
- Fudbalski savez Područja Pančevo, FK Unirea Uzdin
- fsgzrenjanin.com, Stare lige
- exyufudbal.in.rs, Tabele  Arhivirana inačica izvorne stranice od 8. svibnja 2018. (Wayback Machine)
- uzdin.net  Arhivirana inačica izvorne stranice od 9. svibnja 2018. (Wayback Machine)